# Odos Egnatia

Die U-Bahn-Linie (gelb) verläuft im Zuge der Odos Egnatia, des historischen Decumanus Maximus, durch das Zentrum der Stadt.

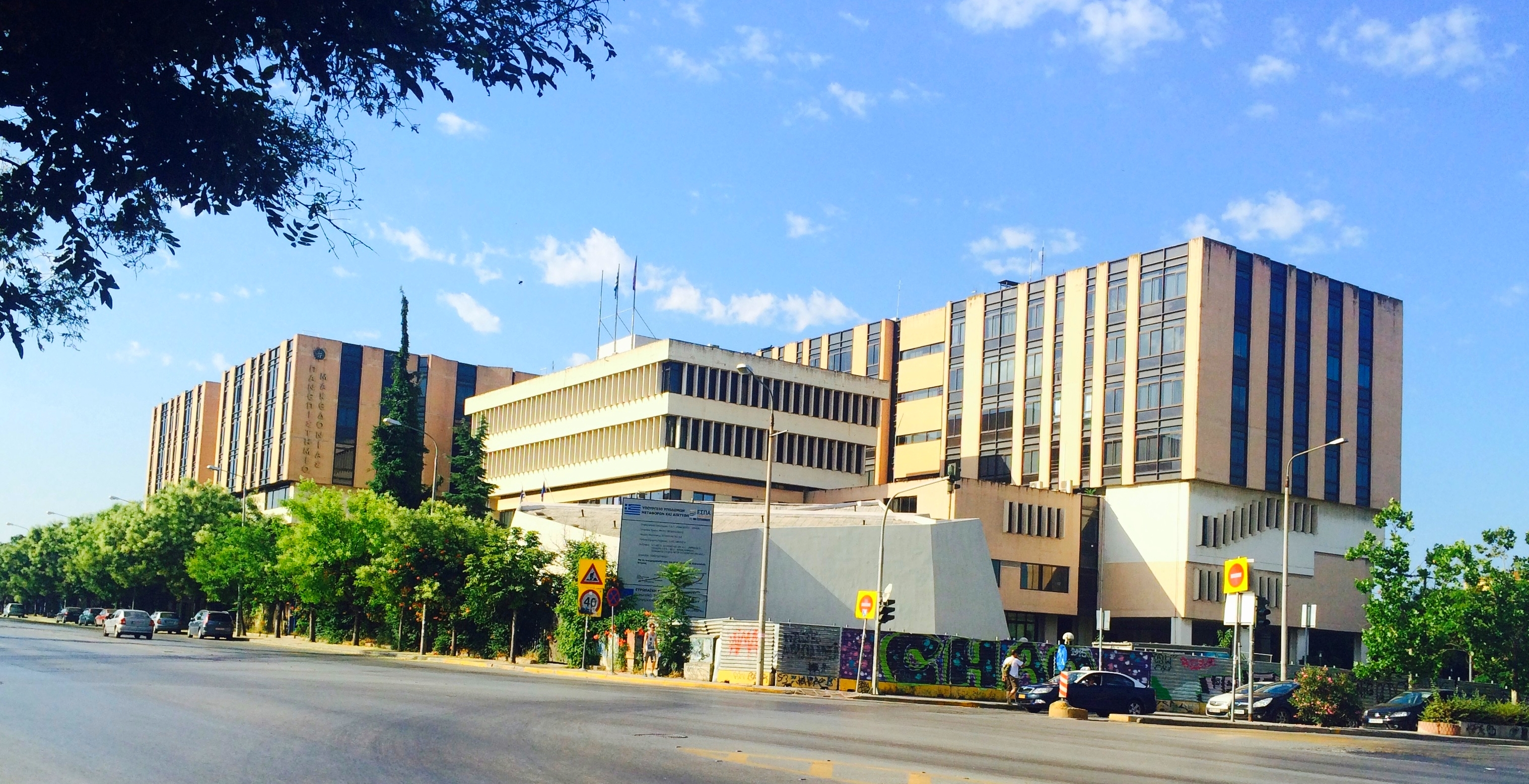
Universität Makedonien

Die Odos Egnatia (griechisch Οδός Εγνατία ‚Egnatia-Straße‘) ist eine stark frequentierte Durchgangs- und Geschäftsstraße im Zentrum von  Griechenlands zweitgrößter Stadt Thessaloniki. Sie ist nach der Römerstraße Via Egnatia benannt, die Durrës in Albanien mit Konstantinopel verband.

## Geschichte
Der Abschnitt der Via Egnatia, der durch Thessaloniki führte, war in der Römerzeit der Decumanus Maximus (Hauptstraße in Ost-West-Richtung) der Stadt und liegt heute 5,4 Meter unter der Oberfläche der Egnatia-Straße. Bis ins 19. Jahrhundert bestanden Stadttore, durch die die Odos Egnatia die Stadtmauer querte, und zwar das „Goldene Tor“ im Westen und das Kassandreotiki oder Kalamaria Tor im Osten. Die Straßenbahn Thessaloniki führte von Anfang bis Ende ihres Bestehens über die Odos Egnatia, später dann zahlreiche Buslinien der OASTH - Stadtverkehrsorganisation Thessaloniki. Die Existenz der Geschäfte aller Art, die die Straße prägen, wurde seit 2010 durch die Griechische Staatsschuldenkrise und bis 2024 durch U-Bahn-Bauarbeiten einer Belastungsprobe ausgesetzt.

## Verlauf
Die Odos Egnatia beginnt am  Platz der Demokratie, durchquert das  Zentrum und endet an der Universität Makedonien. Mit der Odos Monastiriou im Westen und der Leoforos Konstantinou Karamanli im Osten bildet sie eine gerade durchgehende Achse. Sie kreuzt wichtige Querstraßen im Zentrum wie die Ionos Dragoumi, die Eleftheriou Venizelou, die Aristoteles-Straße, die Karolou Dil, die Agia Sofia, die Ethnikis Amynis, die Angelaki und die Allee des 3. September. Die Leoforos Konstantinou Karamanli (ehemals Nea Egnatia) beginnt an der Odos Kavtantzoglou.
Die Odos Egnatia ist 3 Kilometer lang und 30 Meter breit. Die Tunnel der Metro von Thessaloniki verlaufen unter der Odos Egnatia. Die Namen der Metro-Stationen lauten:
- Dimokratias
- Venizelou
- Aghia Sofia
- Sintrivani / Ekthesi

## Die Straße als Schauplatz zeitgeschichtlicher Ereignisse
Die Odos Egnatia ist auch eine viel genutzte Demonstrationsroute. Die Demonstrationen beginnen an der Ecke mit der Aristoteles-Straße und enden am Messegelände, an den Universitäten, vor dem amerikanischen Konsulat in der Odos Ioanni Tsimiski oder vor dem Ministerium für Makedonien und Thrakien. Ein blutiges Ereignis war der Tabakarbeiterstreik 1936.  Als die Polizei am 9. Mai 1936 auf die streikenden Arbeiter schoss, ergab die Tagesbilanz 12 Tote und 300 Verletzte. Der erste Todesfall des Tages, der 25-jährige Tasos Tousis, ereignete sich an der Kreuzung der Straßen Egnatia und Venizelou, vor dem Alcazar-Kino. Am nächsten Tag veröffentlicht die kommunistische Parteizeitung „Rizospastis“ das inzwischen historische Foto von dem Toten und seiner  Mutter, die mitten auf der Odos Egnatia um ihn trauert. Unter dem Eindruck dieses Fotos schrieb Giannis Ritsos das „Epitaphios“. Später wurde an dieser Stelle ein Denkmal für die Tabakarbeiter aufgestellt, das im Zuge der U-Bahn-Arbeiten versetzt wurde.

## Archäologische Funde
Beim Bau der Metro wurde unter der heutigen Odos Egnatia 2012 ein bedeutender archäologischer Fund gemacht: 77 Meter einer mit Marmor gepflasterten und von Säulen gesäumten Straße wurden ausgegraben, mit Geschäften, anderen Gebäuden und Rohrleitungen. Eine mit einem Tetrapylon gekennzeichnete Kreuzung wurde gefunden, wo der Decumanus Maximus einen Cardo (eine Nord-Süd-Straße) kreuzte. Weitere 22 Meter derselben Straße wurden an der Station Agia Sofia entdeckt.

## Bebauung
Entlang der Odos Egnatia zeugen Baudenkmäler aus römischer, byzantinischer, osmanischer und neugriechischer Zeit von einer reichen Geschichte. Auf der Karte der Baudenkmäler sind folgende Baudenkmäler an der Odos Egnatia eingetragen:

### Römische Bauten
- Galeriusbogen
- Brunnenanlage aus römischer Zeit an der Kreuzung Egnatia / Mitropolitou / Gennadiou-Straße

### Frühchristliche und byzantinische Bauten
- Kirche Panagia Chalkeon
- Kirche Panagia Acheiropoietos
- Kapelle der Verklärung des Erlösers

### Osmanische Bauten
- Hamza-Bey-Moschee, an der Kreuzung Egnatia / Venezelou, vorübergehend genutzt als Alcazar-Kino
- Bey-Hamam
- Sintrivani (Brunnen) an der Kreuzung Egnatia / Ethnikis-Amynis-Straße[11]

### Post-Byzantinische Kirchen
- Kirche Ypapanti, an der Kreuzung Egnatia / Agapinou-Straße[12]
- Panagouda oder Panagia Gorgoepekoos, an der Kreuzung Egnatia / Paläon-Patron-Germanou-Straße[13]
- Agios Charalambos, an der Kreuzung Egnatia / Exadaktylou-Straße[14]
- Agios Athanasios, an der Kreuzung Egnatia / Sokratous-Straße[15]

### Neuzeitliche Bauten
- Hotel Vienni (1925), Odos Egnatia 2 - 4[16]
- Nedelkos-Gebäude (1909), Odos Egnatia 109[1]
- Alte Haushaltungsschule (Oekokyriki Scholi, 1892), Odos Egnatia 132[17], Architekt: Ernst Ziller
- Skulptur Cor-ten (1966) am Nordeingang des Geländes der Internationalen Messe Thessaloniki.

## Bildergalerie

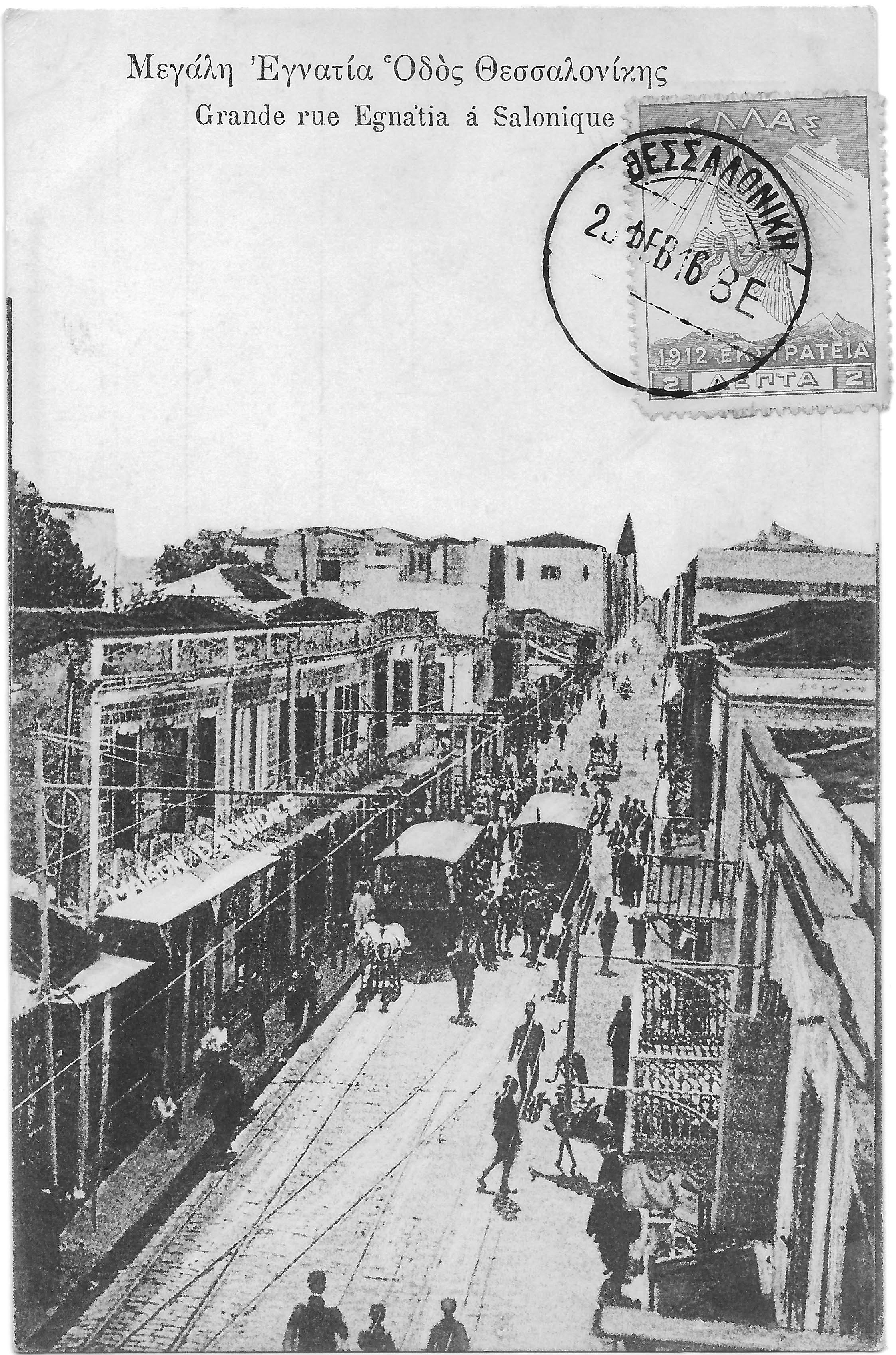
Pferdestraßenbahn auf der Odos Egnatia, 1916
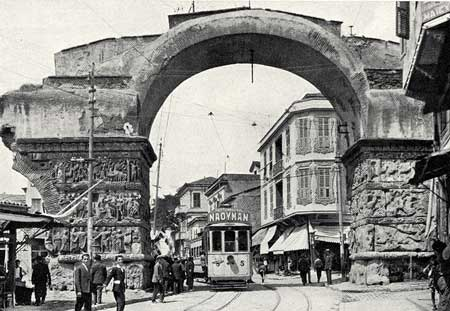
Straßenbahn am Galeriusbogen, 1920
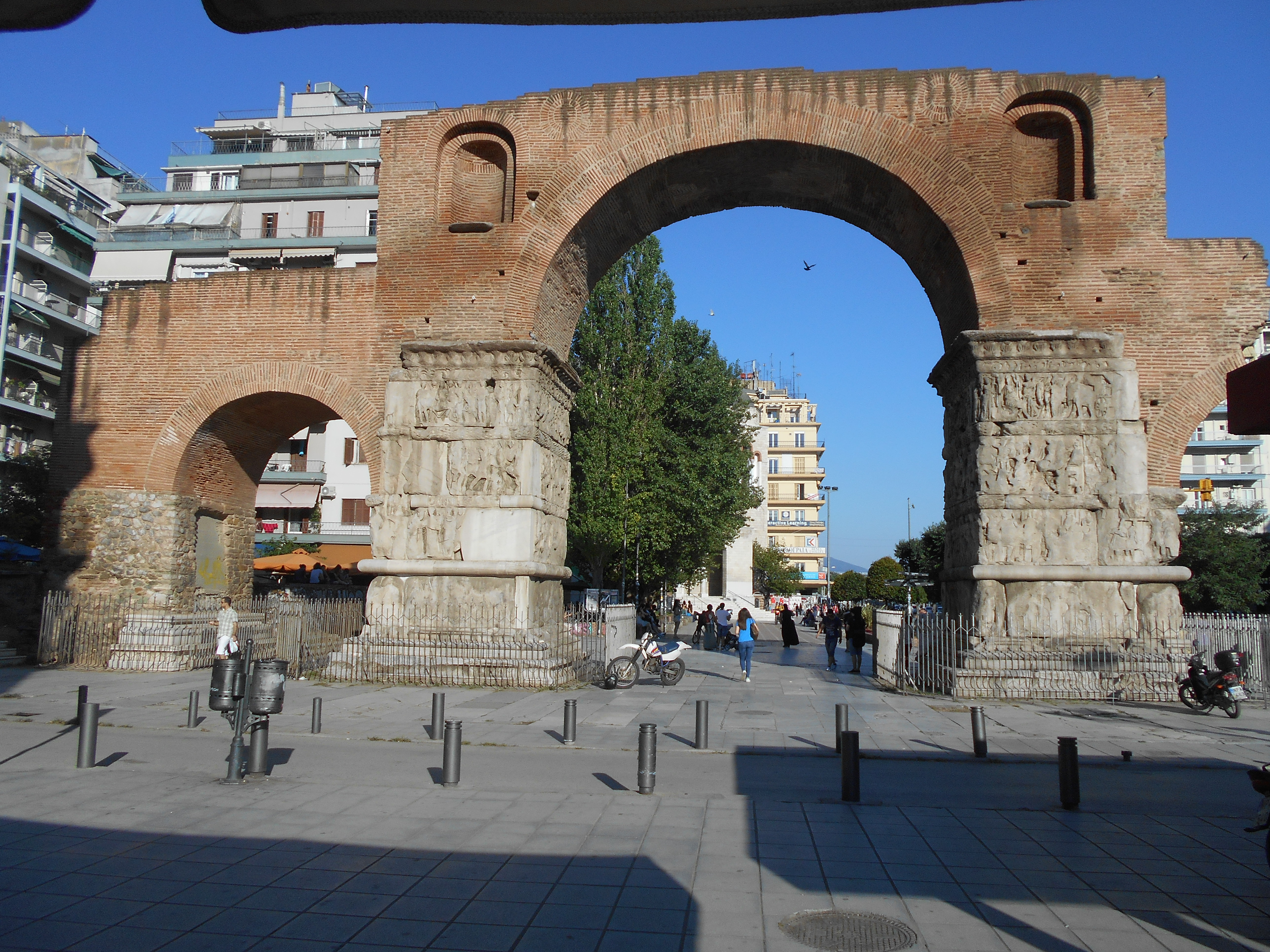
Galeriusbogen
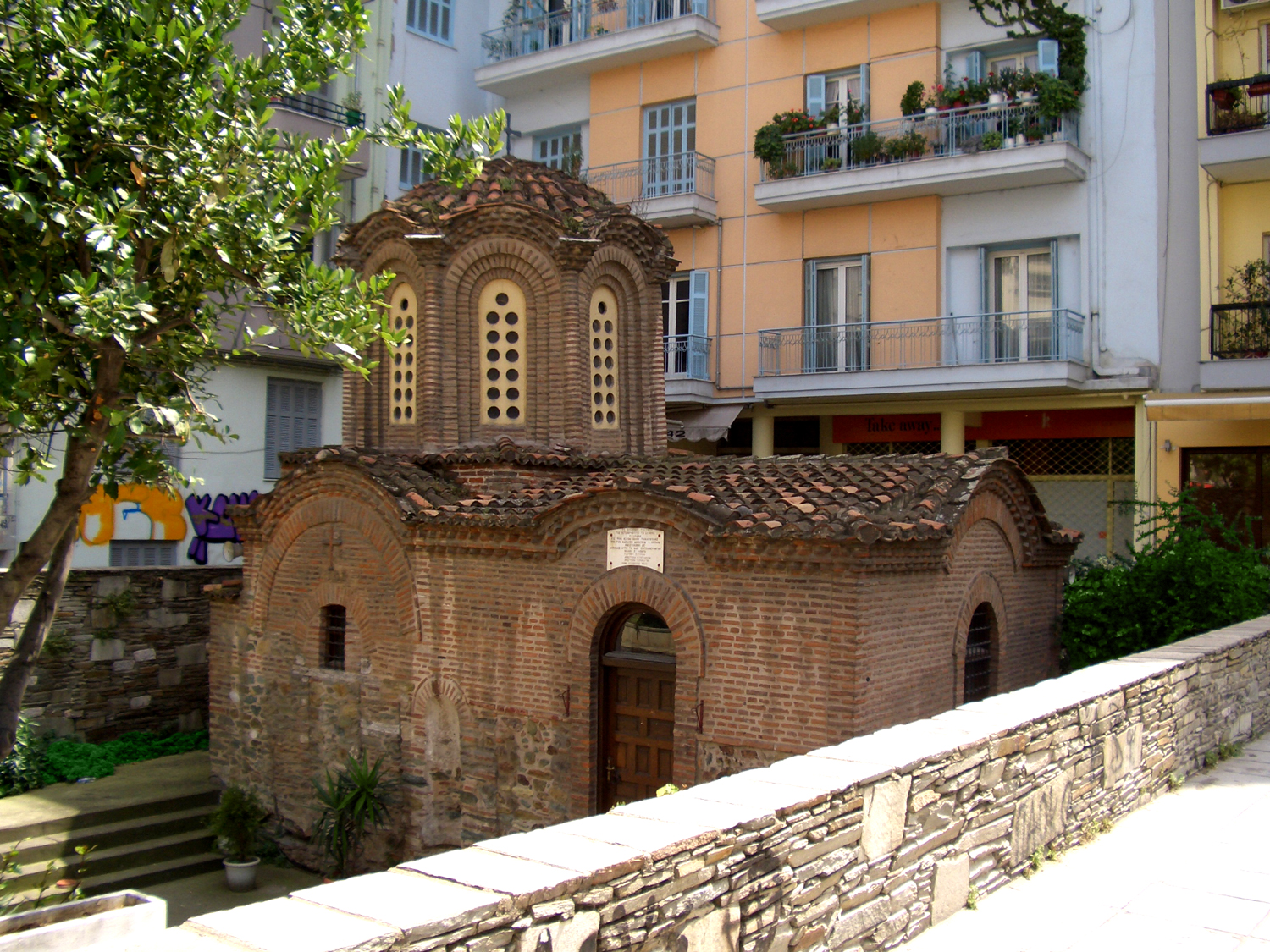
Kapelle der Verklärung des Erlösers an der Odos Egnatia
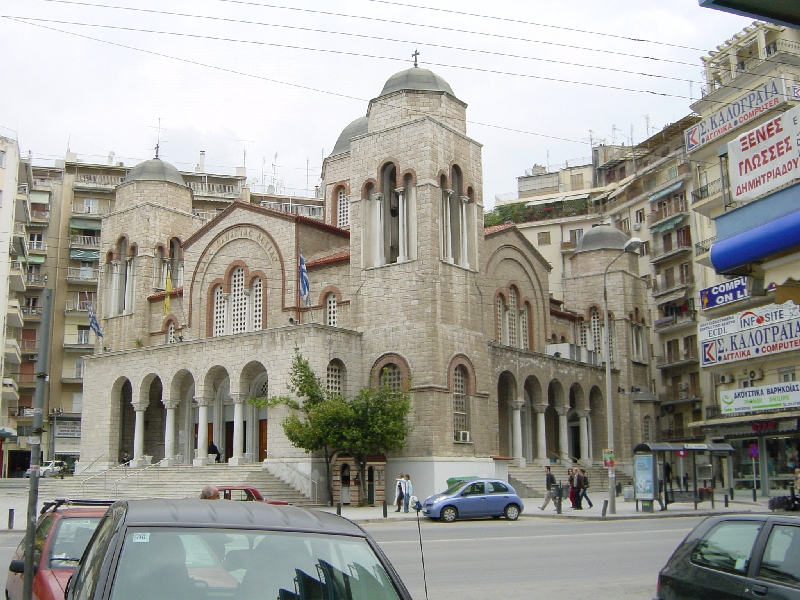
Kirche Panagia Dexia
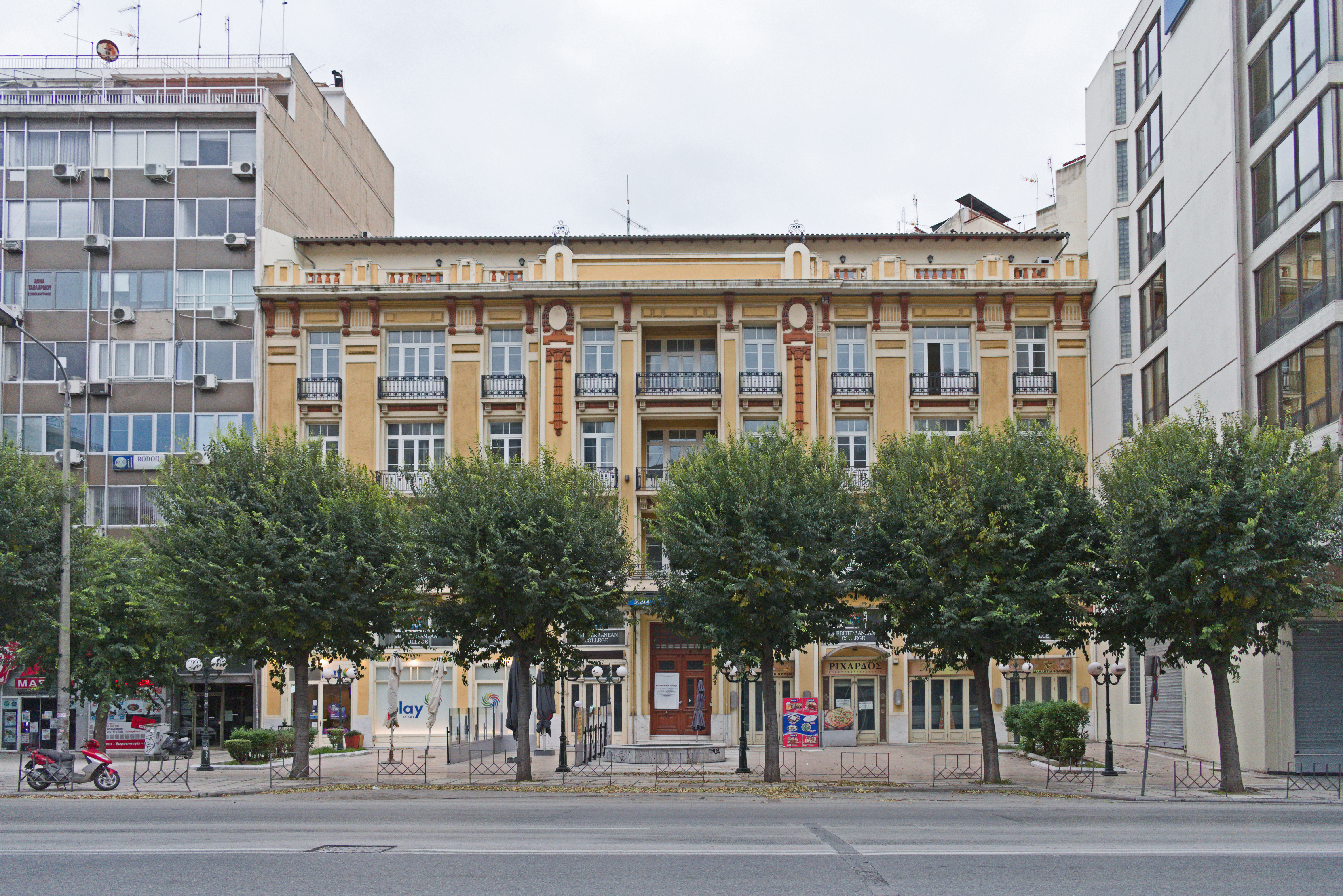
Hotel Vienni, Egnatia 2-4
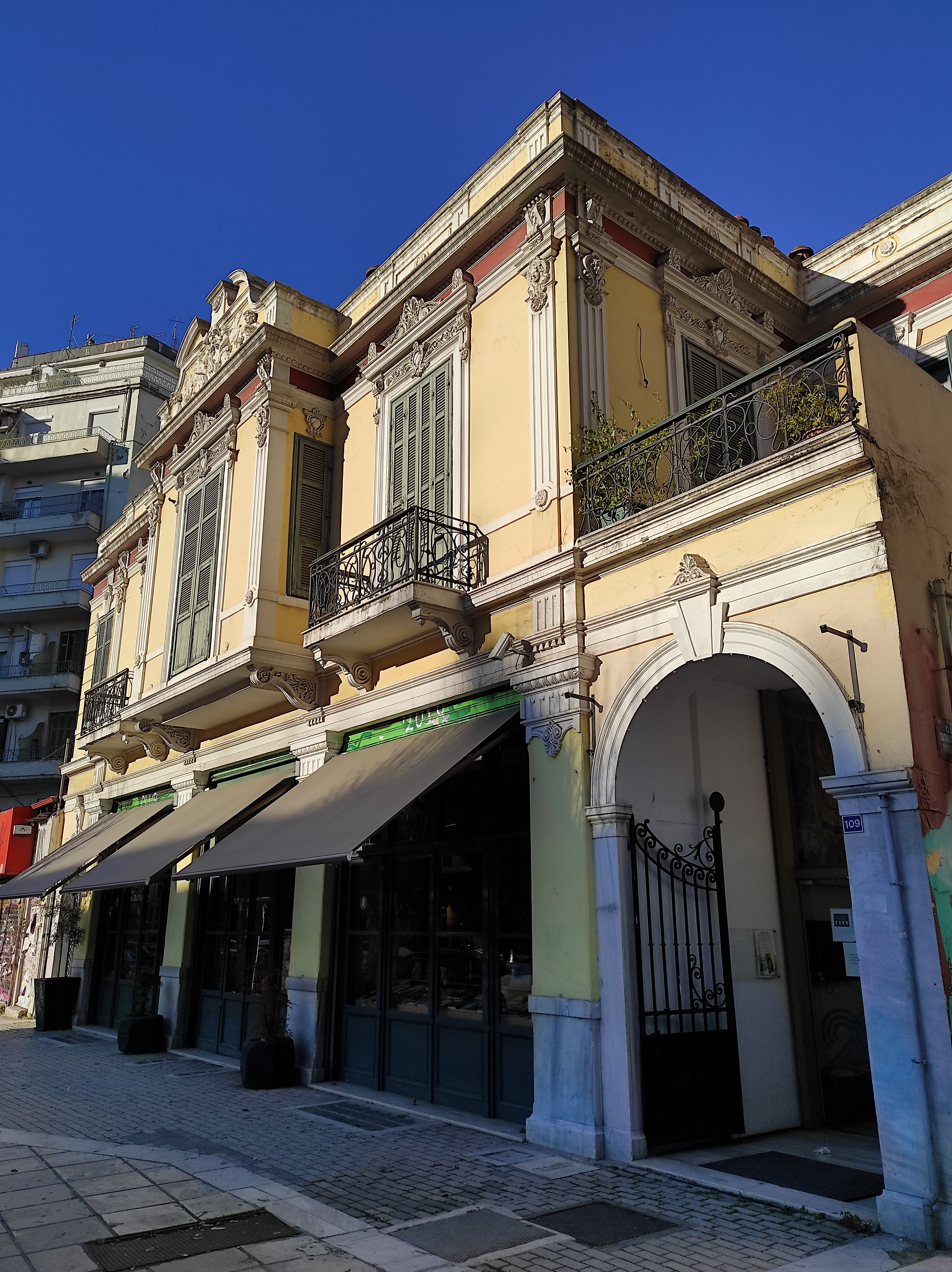
Nedelkos-Gebäude
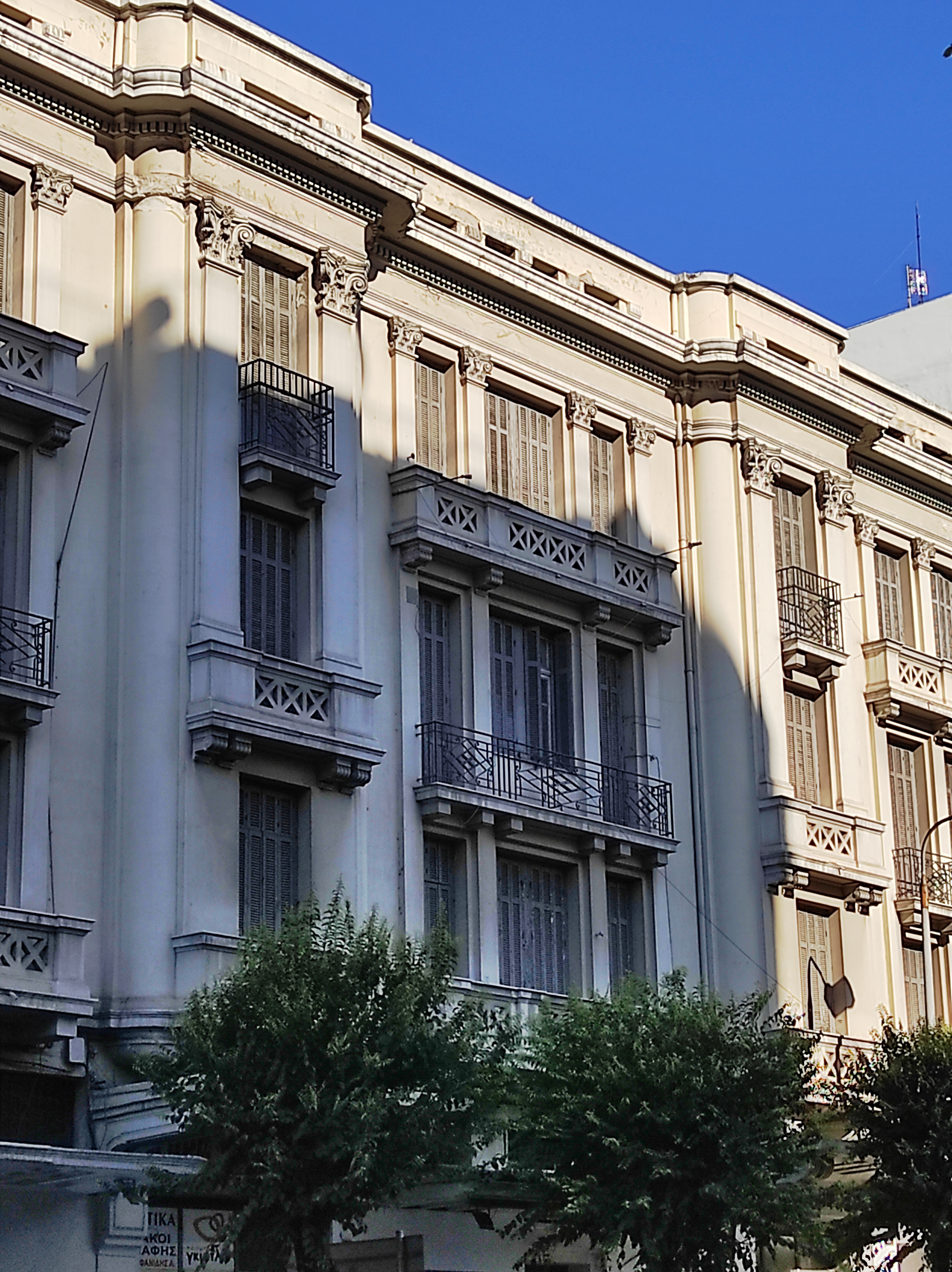
Stoa (Markt) Colombou
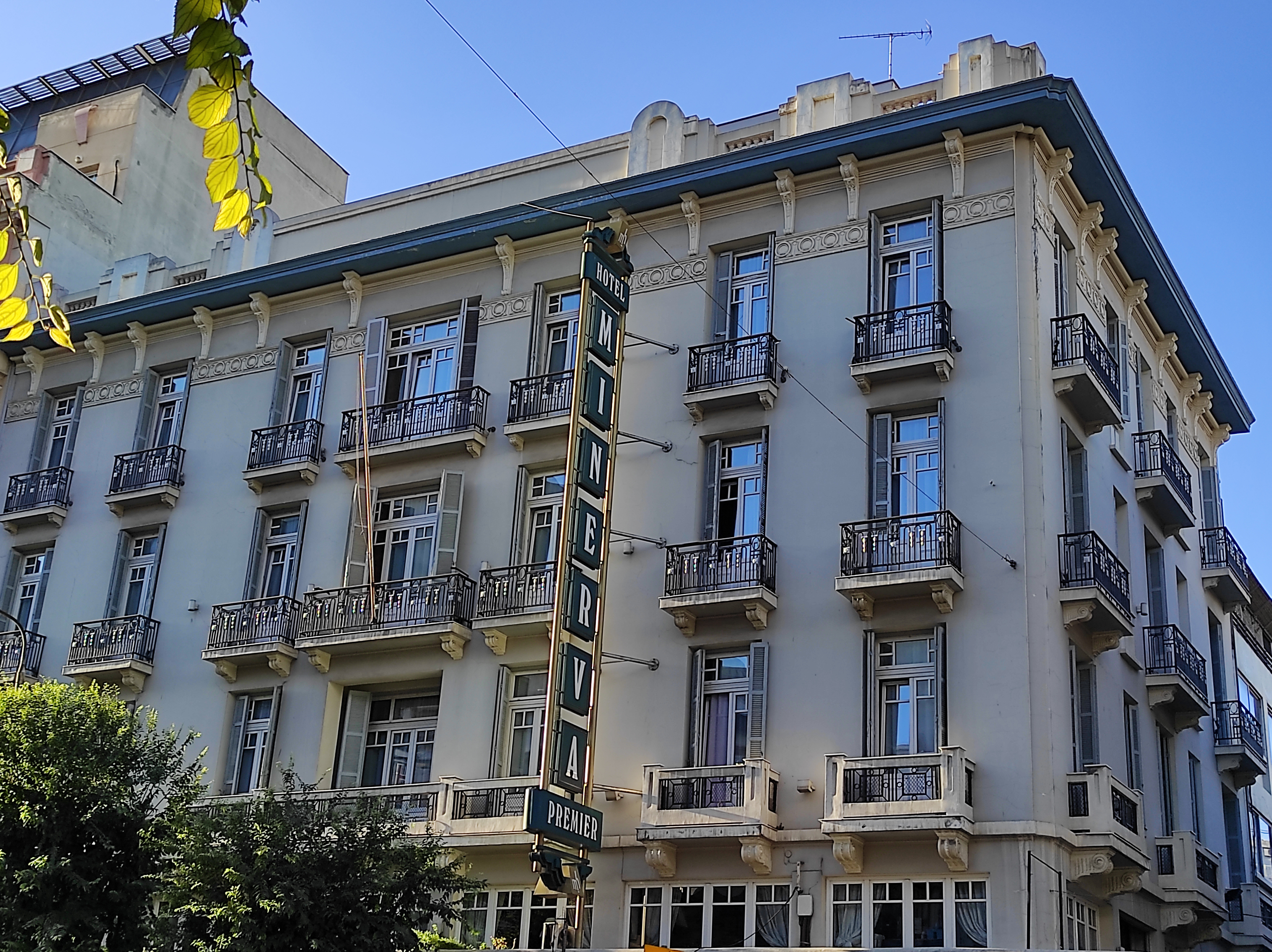
Hotel Minerva
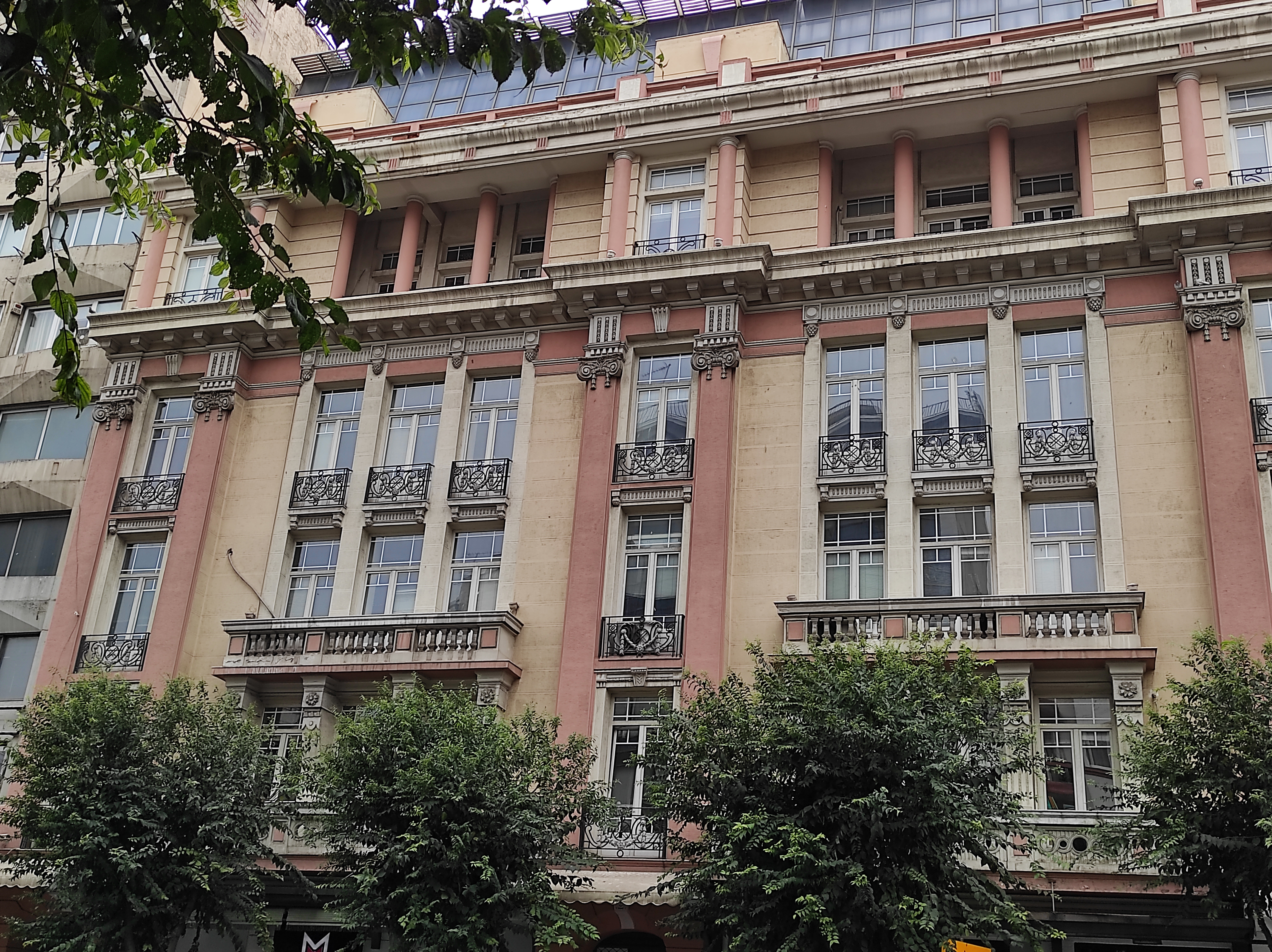
Das frühere Hotel Gran Bretagne (arch. Max Rubens)
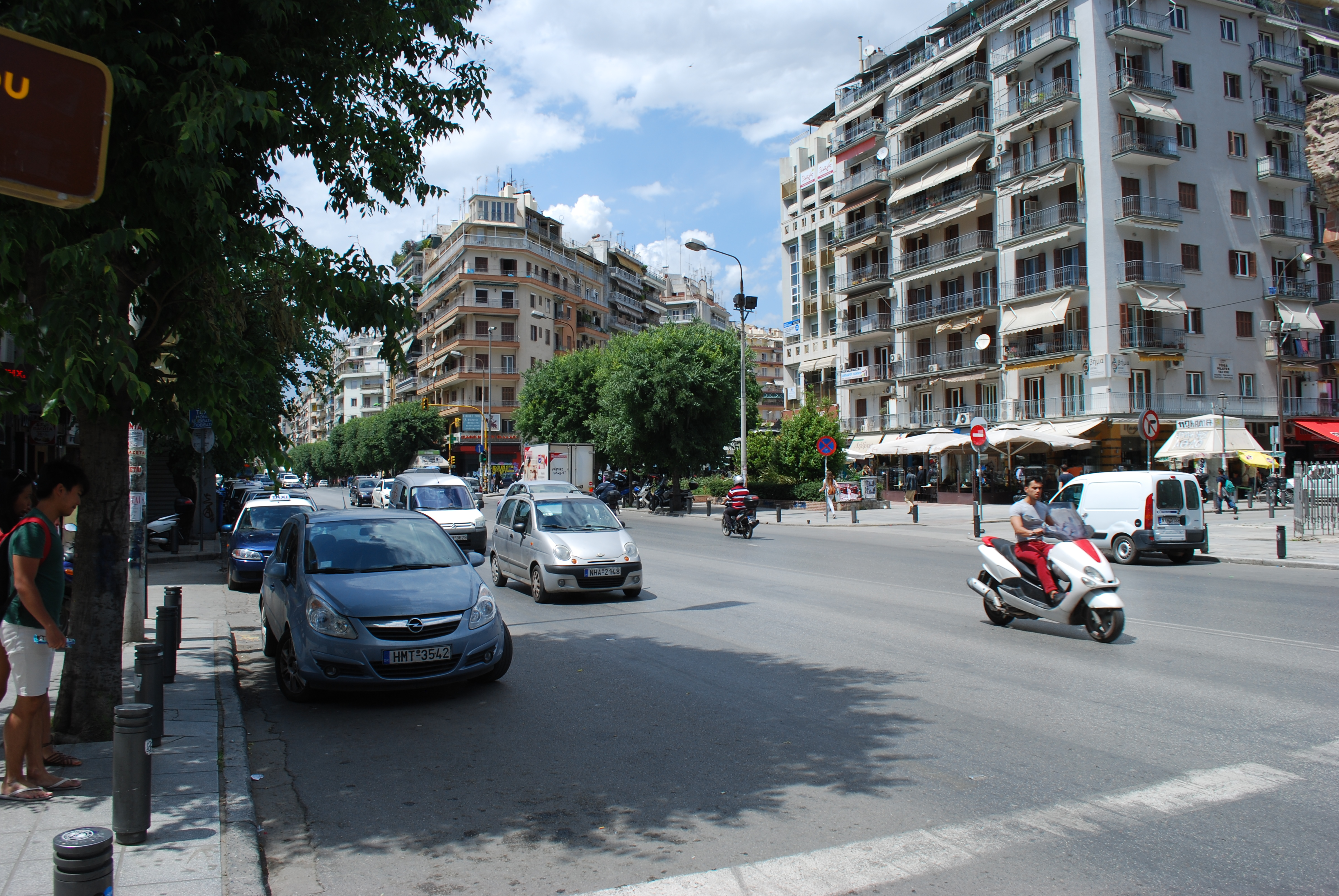
Ecke Egnatia/Iasonidou